# 436048 Fritzhuber
436048 Fritzhuber este o planetă minoră (asteroid) din centura de asteroizi. A fost descoperită pe 20 august 2009 la Gaisberg⁠(d) de Richard Gierlinger⁠(d). 
Obiectul prezintă o orbită caracterizată de o semiaxă mare de 2,2225663476488 UAi, o excentricitate de 0,09, o înclinație de 4,8 ° în raport cu ecliptica.